# Волдорф (Меріленд)
Волдорф (англ. Waldorf) — переписна місцевість (CDP) в США, в окрузі Чарлз штату Меріленд. Населення — 81 410 осіб (2020).

## Географія
Волдорф розташований за координатами 38°36′33″ пн. ш. 76°55′11″ зх. д. / 38.60917° пн. ш. 76.91972° зх. д. (38.609186, -76.919778).  За даними Бюро перепису населення США в 2010 році переписна місцевість мала площу 94,49 км², з яких 93,81 км² — суходіл та 0,68 км² — водойми.

## Демографія
Згідно з переписом 2010 року, у переписній місцевості мешкали 67 752 особи в 23 872 домогосподарствах у складі 17 557 родин. Густота населення становила 717 осіб/км².  Було 25496 помешкань (270/км²).
Расовий склад населення:
| - 53,4 % — чорних або афроамериканців - 35,5 % — білих - 3,9 % — азіатів - 0,5 % — корінних американців - 0,1 % — вихідців з тихоокеанських островів - 2,0 % — осіб інших рас |

До двох чи більше рас належало 4,5 %. Частка іспаномовних становила 5,9 % від усіх жителів.
За віковим діапазоном населення розподілялося таким чином: 28,5 % — особи молодші 18 років, 64,8 % — особи у віці 18—64 років, 6,7 % — особи у віці 65 років та старші. Медіана віку мешканця становила 34,1 року. На 100 осіб жіночої статі у переписній місцевості припадало 88,5 чоловіків;  на 100 жінок у віці від 18 років та старших — 82,9 чоловіків також старших 18 років.
Середній дохід на одне домашнє господарство  становив 96 519 доларів США (медіана — 84 848), а середній дохід на одну сім'ю — 106 123 долари (медіана — 94 974). Медіана доходів становила 61 296 доларів для чоловіків та 57 006 доларів для жінок. За межею бідності перебувало 8,6 % осіб, у тому числі 13,0 % дітей у віці до 18 років та 8,7 % осіб у віці 65 років та старших.
Цивільне працевлаштоване населення становило 36 996 осіб. Основні галузі зайнятості: публічна адміністрація — 21,8 %, освіта, охорона здоров'я та соціальна допомога — 18,6 %, науковці, спеціалісти, менеджери — 15,2 %, роздрібна торгівля — 12,4 %.